# Adolfowo (powiat grodziski)
Adolfowo – wieś w Polsce położona w województwie wielkopolskim, w powiecie grodziskim, w gminie Rakoniewice.
W okresie Wielkiego Księstwa Poznańskiego (1815-1848) miejscowość wzmiankowana jako Adolfowo należała do wsi mniejszych w ówczesnym powiecie babimojskim rejencji poznańskiej. Adolfowo należało do rakoniewickiego okręgu policyjnego tego powiatu i stanowiło część majątku Gościeszyn, który należał wówczas do Macieja Mielżyńskiego. Według spisu urzędowego z 1837 roku Adolfowo liczyło 86 mieszkańców, którzy zamieszkiwali 9 dymów (domostw).
W latach 1975–1998 miejscowość należała administracyjnie do województwa poznańskiego.

## Demografia
Liczba mieszkańców miejscowości w poszczególnych latach:
| Rok  | Ilość mieszkańców |
| ---- | ----------------- |
| 1837 | 86                |
| 2002 | 122               |
| 2009 | 128               |
| 2011 | 133               |
| 2021 | 142               |